# Dan Howell
Daniel James „Dan“ Howell (* 11. Juni 1991 in Wokingham) ist ein britischer Webvideoproduzent. Bekannt wurde er durch seinen YouTube-Kanal danisnotonfire (seit dem 1. Mai 2017 Daniel Howell). Mittlerweile hat der Brite über 6 Millionen Abonnenten. Zusammen mit Phil Lester betreibt er außerdem seit 2014 den YouTube-Kanal DanAndPhilGAMES.

## Privates
Howell wurde in Wokingham, Berkshire geboren und wuchs dort auf. Er hat einen jüngeren Bruder.
Bevor er anfing, Videos bei YouTube hochzuladen, hatte er kleine Jobs bei den Einzelhandelsketten Focus DIY und Asda.
Er besuchte die Forest School, bevor er 2010 begann, an der University of Manchester Jura zu studieren. Nach einem Semester brach er sein Studium ab, um das Bloggen zum Beruf machen zu können. Im August 2011 zog er mit dem YouTuber Phil Lester nach Manchester. Seit 2012 wohnen sie zusammen in London.
Am 13. Juni 2019 veröffentlichte Howell ein 45-minütiges Video mit dem Titel Basically I'm Gay, in dem er sich als homosexuell outete.

## Karriere

### YouTube
Howell begann eigene Videos zu produzieren, weil er von den Videos anderer YouTuber inspiriert wurde. Besonders Phil Lester, der damals selbst Videos auf seinem Kanal AmazingPhil hochlud, ermutigte ihn dazu. Sein erstes Video lud er am 16. Oktober 2009 unter dem Titel „Hello Internet“ hoch.
Er war Teil der Gruppierung Fantastic Foursome, die aus den britischen YouTubern Phil Lester (AmazingPhil), Chris Kendall (crabstickz), PJ Liguori (KickthePj) und ihm selbst bestand.
In den Jahren 2010 und 2011 war Howell Teil der jährlichen 24-stündigen Live-Internetshow Stickaid, die ihre Zuschauer auffordert, Geld an die Organisation UNICEF zu spenden.
Im Jahr 2012 war Howell Teil der Videoreihe Becoming YouTube, einer von Journalist Benjamin Cook geschaffenen Serie, welche sich mit den verschiedenen Aspekten YouTubes auseinandersetzt.
Im selben Jahr gewann Howell den YouTube-Wettbewerb SuperNote und setzte sich mit seinem Team deutlich von der Konkurrenz ab.
Außerdem schreibt er einen Blog für The Huffington Post, in dem er über den Entstehungsprozess seiner Videos schreibt.
Howell und Lester arbeiteten außerdem zusammen am YouTube-Kanal My Damn Channel, wofür sie die Videoserie The Super Amazing Project entwickelten und starteten, in der sie paranormale Phänomene aufdecken. Im Dezember 2013 hatte The Super Amazing Project mehr als 490.000 Abonnenten. Im Dezember 2012 hatten die beiden die dritte Staffel der Show beendet und ins Internet gestellt. Die Leitung des Kanals wurde an andere YouTuber weitergegeben. Dafür haben sie das Internet-News-Segment in ihrer Radio-Show übernommen und integriert.
Am 12. November 2014 wurde das erste Video auf dem gemeinsam mit Freund und Mitbewohner Phil Lester betriebenen Kanal DanAndPhilGAMES hochgeladen. Dieser knackte bereits am 5. März 2015 die Eine-Million-Abonnenten-Marke.
Im März 2015 hatte sein YouTube-Kanal danisnotonfire mehr als viereinhalb Millionen Abonnenten und seine Videos wurden mehr als 324 Millionen Mal angeklickt. Mit seinem Twitter-Account knackte er am 24. Januar 2014 die Eine-Million-Follower-Marke.
Am 1. April 2015 wurde der Kanal DanAndPhilCRAFTS kreiert, welcher als Aprilscherz gedacht war. Wenn auch nur als Scherz gedacht, erreichte der Kanal bereits innerhalb einer Woche über 150.000 Abonnenten. Im Jahr darauf, am 1. April 2016, wurde, ebenfalls als Aprilscherz gedacht, ein zweites Video auf diesem Kanal hochgeladen und so setzte sich am 1. April 2017 diese bis dato Trilogie schließlich mit einem dritten Video fort. Am 1. April 2024 wurde ein weiteres Video hochgeladen.

### BBC Radio 1
Im Januar 2013 begannen Howell und Lester als Moderatoren einer Radioshow für BBC Radio 1 zu arbeiten. Bekannt wurde die Show unter dem Namen Dan and Phil. Die beiden YouTuber hatten schon zuvor mit dem Radiosender zusammengearbeitet und Videos für deren YouTube-Kanal sowie zwei Weihnachtssendungen produziert. Dan and Phil war eine interaktive zweistündige Radioshow, die gleichzeitig über die BBC-Website live per Kamera mitverfolgt werden konnte. Es wurden Musikwünsche erfüllt und selbst gefilmte Musikvideos der Hörer und Zuschauer gezeigt. Außerdem traten Howell und Lester regelmäßig live in Challenges gegeneinander an. Im November 2014 wurde die Radioshow auf Montag verlegt und um eine Stunde gekürzt. Sie fand dann jeden ersten Montag im Monat statt. An den dazwischenliegenden Montagen wurde sie von anderen, meist britischen, YouTubern präsentiert. Die Radioshow wurde zudem unter dem neuen Namen The Internet Takeover ausgestrahlt. Mittlerweile wird sie nicht mehr von Howell und Lester moderiert.

### The Amazing Book Is Not On FireundThe Amazing Tour Is Not On Fire
Am 26. März 2015 gaben Howell und Lester über einen Trailer auf Howells Kanal bekannt, dass sie ein Buch mit dem Titel The Amazing Book Is Not On Fire (TABINOF) gemeinsam geschrieben hatten, das am 8. Oktober 2015 in Großbritannien und am 15. Oktober 2015 weltweit von Ebury Press und Random House Children’s Books veröffentlicht wurde. Das Buch führte die General Hardbacks Sunday Times Bestsellerliste an, nachdem es in der ersten Woche seiner Veröffentlichung 26.745 Exemplare in Großbritannien verkauft hatte und wurde außerdem zum Bestseller Nr. 1 der New York Times in der Liste der Hardcover für junge Erwachsene.
Im selben Trailer kündigten die beiden ihre Theater-Bühnenshow The Amazing Tour Is Not on Fire (TATINOF) an, die im Oktober und November 2015 durch Großbritannien reiste und mit einer Show im Londoner Palladium endete. Während der Tour sangen sie den Originalsong The Internet Is Here, den sie später als Charity-Single für Stand Up To Cancer veröffentlichten. Sie erhielten eine Goldene Schallplatte für den Verkauf des Songs.
Im Jahr 2016 unternahmen sie die Tournee in die USA und nach Toronto, beginnend mit einer Show in Orlando, Florida am 22. April und endend am 24. Juni mit einer Show im Dolby Theatre in Hollywood, Kalifornien. Es war die größte Tournee, die jemals von YouTubern erreicht wurde. Sie tourten später im August 2016 durch Australien, begannen in Perth und endeten in Brisbane, und beendeten die Tour mit einer europäischen Etappe, für die sie in Stockholm, Berlin und Dublin auftraten.
Nach der Tournee veröffentlichten Howell und Lester ein Fotobuch mit dem Titel Dan and Phil Go Outside, welches Fotos sowie persönliche Kommentare zur Bühnenshow beinhaltet.

### Interactive Introverts
2018 tourten Howell und Lester mit ihrer zweiten internationalen Bühnenshow Interactive Introverts durch 18 Länder. Aus der Show entstand ein gemeinsam mit der BBC produzierter Film.

### You Will Get Through This Night
Im Jahr 2021 veröffentlichte Howell das Selbsthilfe-Buch You Will Get Through This Night, in welchem Howell gemeinsam mit der Psychologin Dr. Heather Bolton den Lesenden Ratschläge für eine Verbesserung der mentalen Gesundheit gibt.

### We're All Doomed!
Howell kündigte im Jahr 2022 seine erste internationale Solo-Bühnenshow We're All Doomed an, die von September 2022 bis März 2023 stattfand. Die gesamte Show wurde nach einem live Premiere auf der Website Kiswe auf YouTube veröffentlicht.

### Terrible Influence
Von September 2024 bis Februar 2025 tourten Howell und Lester mit ihrer dritten gemeinsamen Tour Terrible Influence durch 15 Länder.

### Auszeichnungen und Nominierungen
2012 wurde Howell von den Lesern des Online-Magazins Sugarscape zum Heißesten Kerl des Jahres gewählt.
Für ihre Radioshow für BBC Radio 1 wurden Howell und Lester zu den beliebtesten Radiomoderatoren Großbritanniens und Gewinnern des Sony Golden Headphones Award gewählt.
2014 waren Howell und Lester für den Teen Choice Award für ihr gemeinsames Video „The Photo Booth Challenge“ auf Howells Kanal nominiert.
2016 gewannen Dan und Phil gemeinsam den Radio 1's Teen Award als bester Vlogger.
Ebenfalls 2016 gewannen sie 2 BONCAs Awards in den Kategorien „Best Film“ und „Collaboration of the Year“.